# Phasia multisetosa
Phasia multisetosa är en tvåvingeart som först beskrevs av Villeneuve 1923.  Phasia multisetosa ingår i släktet Phasia och familjen parasitflugor. Inga underarter finns listade i Catalogue of Life.